# Candidaemie
Candidaemie is een candida-infectie in de bloedbaan. De voornaamste candidasoort die een infectie veroorzaakt is Candida albicans, maar ook Candida glabrata, Candida krusei, Candida parapsilosis en Candida tropicalis kunnen tot een infectie leiden. 
Candida auris vormt een speciale bedreiging, omdat deze relatief resistent is tegen geneesmiddelen. Echter is de schimmel ongevaarlijk voor de meeste mensen. Bij mensen met een verminderde weerstand kan het in de bloedbaan terecht komen. Eenmaal in de bloedbaan zorgt de schimmel voor koorts. Ongeveer 35% van deze mensen komt te overlijden.